# Dateo
Dateo is een station in de Italiaanse stad Milaan. Het wordt bediend door het stadsgewestelijk net en gepland is dat op 30 september 2022 ook de metro van Milaan het station zal aandoen.

## Geschiedenis
Aan het begin van de twintigste eeuw is het spoorwegnet in en rond Milaan gereorganiseerd. Na de oprichting van de Ferrovie dello Stato Italiane in 1905 werd een project gestart om de vervoerscapaciteit rond Milaan te vergroten. Hierbij werd een ringlijn rond de toenmalige bebouwing aangelegd met een kopstation voor personenvervoer en een voor goederenvervoer. Dit ringlijnconcept werd door de vervoersgroei na de Tweede Wereldoorlog een steeds grotere hindernis voor het voorstadsverkeer. Metrolijn 2 bood sinds 1978 een verbinding tussen de kopstations maar bood geen verbinding met de binnenstad en reizigers moesten bovendien overstappen van voorstadstrein op de metro en omgekeerd. Daarom werd in 1983 een plan voor een tunnel, de Passante Ferroviario, onder de binnenstad goedgekeurd ten behoeve van het stadsgewestelijk net, deze tunnel werd gebouwd door het Milanese metrobedrijf. Tussen Garibaldi en Dateo werd vrijwel het tracé gevolgd van de in 1931 gesloten hoofdlijn langs de noordrand van het centrum. De bouw begon in 1984 bij Repubblica en op 30 juni 2002 werd Dateo geopend. 

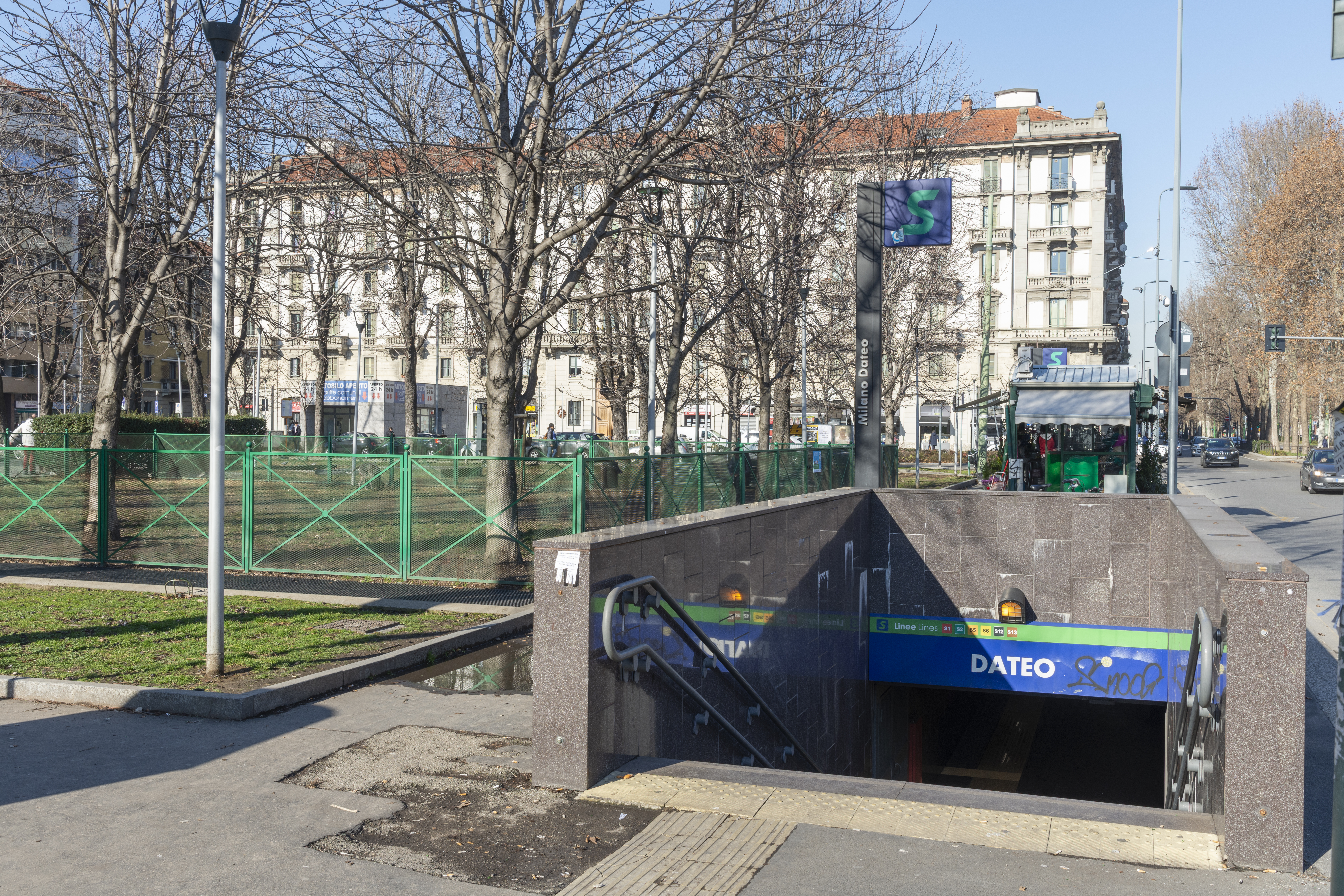
De trap en ..
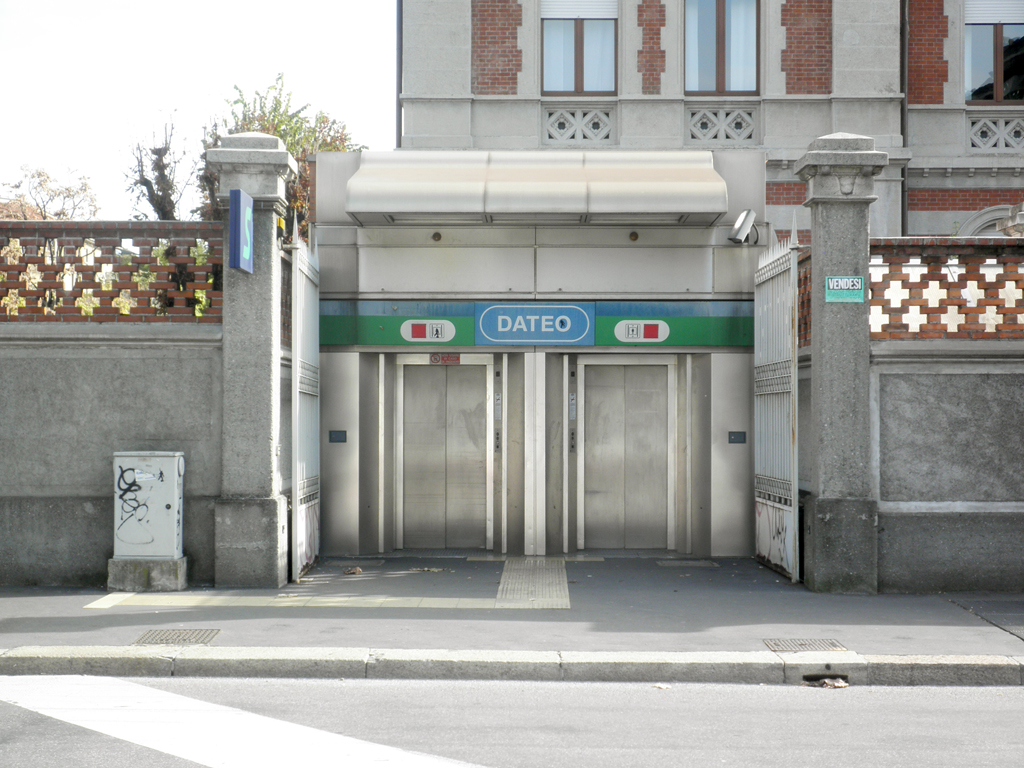
liften op het Dateoplein.
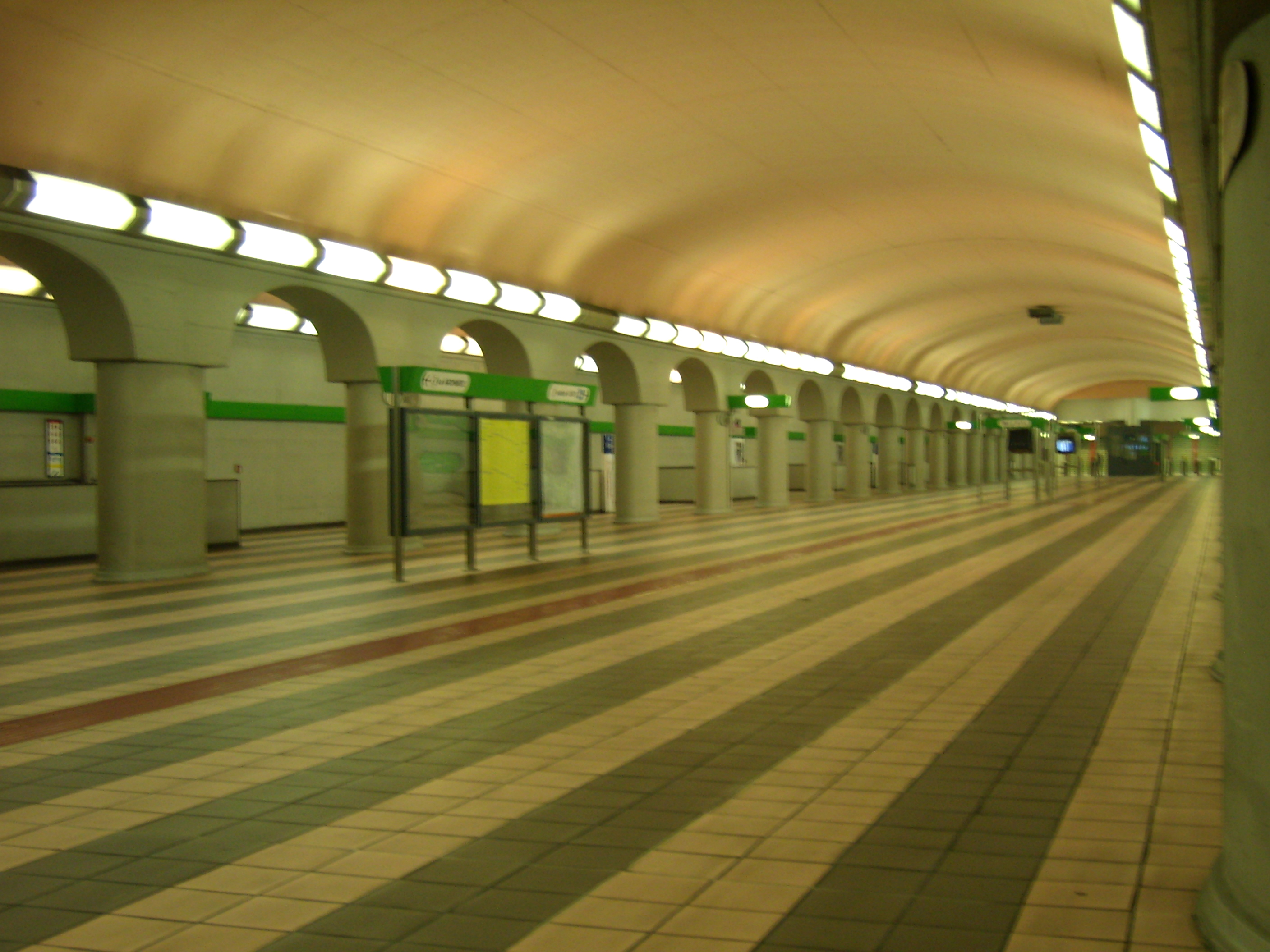
De ondergrondse verdeelhal

## Reizigersverkeer
Het reizigersverkeer begon op het noordelijke deel van de tunnel terwijl nog gewerkt werd aan het deel ten zuiden van Dateo. De treinen van het stadsgewestelijk net maakten tot 12 december 2004 kop in het station. Sindsdien rijden ze verder naar het zuiden om bij Porta Vittoria weer bovengronds te komen. In 2005 volgde een nieuw ontwerp voor metrolijn 4 die de passante kruist bij Dateo. In plaats van een aftakking van lijn 4 bij Porta Vittoria werd de nieuwe lijn 4 ontworpen om het vliegveld Linate met het stadsgewestelijk net te verbinden.       
Na de toewijzing van de Expo 2015 in 2010 werd gestreefd naar een opening voor de wereldtentoonstelling zodat luchtreizigers met de metro en een overstap bij Dateo het tentoonstellingsterrein met het stadsgewestelijk net zouden kunnen bereiken. Na meerdere vertragingen werd de opening van metrolijn 4 uitgesteld tot 31 mei 2021. Deze datum werd evenmin gehaald bovendien zou dit alleen de oostelijkste drie stations betreffen. Het traject Dateo – Linate was op 26 november 2022 beschikbaar voor reizigers en verder naar het westen is vanaf begin 2023 mogelijk. Op 18 maart 2021 werd nog druk gewerkt aan de afwerking van het metrodeel van het station.